# アレクシオス1世 (トレビゾンド皇帝)
アレクシオス1世コムネノス（古代ギリシャ語: Αλέξιος Α' Κομνηνός, ラテン文字転写: Alexios I Komnēnos, 1182年 - 1222年）は、トレビゾンド帝国の初代皇帝（在位：1204年 - 1222年）。東ローマ帝国コムネノス王朝最後の皇帝であったアンドロニコス1世コムネノスの長子マヌエル・コムネノスと、グルジア王女ルスダン（グルジア女王タマルの妹）の長男。

## 生涯
1204年4月、東ローマ帝国の首都コンスタンティノープルが第4回十字軍によって落とされる直前、アレクシオス1世はトレビゾンドを占領し、コムネノス王朝の後継王朝としてのトレビゾンド帝国を建国し、その初代皇帝として即位した。
即位後、アレクシオス1世は伯母にあたるグルジアの女王タマルの支援を得て西進を続け、パフラゴニア地方にまで領土を拡大した。その後も黒海南岸にまで領土を拡大するなど、順調に勢力を拡大していたが、これを危険視したニカイア帝国のテオドロス1世ラスカリスやルーム・セルジューク朝の攻撃を受けるようになる。アレクシオス1世はルーム・セルジューク朝に対抗するためにスィノプに進出したが、1214年にルーム・セルジューク朝の逆襲を受けて大敗を喫し、自身も捕虜になってしまった。
ルーム・セルジューク朝に臣従するという条件で一命は助けられた後に釈放され、皇帝として復位したのだが、トレビゾンド帝国の威信はすでに地に堕ちてしまったのである。またこの敗北により帝国はスィノプを失い、首都トレビゾンドの西250キロにあるイリス川まで押し返された。
1222年2月1日に死去し、娘婿のアンドロニコス1世がアレクシオス1世の子ヨハネス1世とマヌエル1世を押しのけて皇帝の位についた。